# Educational Broadcasting System
Korea Educational Broadcasting System или EBS (кор. 한국교육방송공사; рус. Образовательная вещательная система Кореи) — корейская детская образовательная телерадиокомпания. Начала вещание в 1980-х под названием KBS 3TV и KBS Educational Radio. Под нынешним названием начала вещание в 1990 году как независимая корпорация.
Список каналов:
- EBS 1TV — главный канал EBS, транслирующий документальные фильмы и образовательные программы для дошкольников и подростков.
- EBS 2TV — второй канал.
- EBS FM — радиоканал, транслирующий, главным образом, программы изучения языка.
- EBS Plus 1 — кабельный и спутниковый телеканал, транслирующий подготовительные программы для экзаменов.
- EBS Plus 2 — кабельный и спутниковый телеканал, транслирующий программы о быте.
- EBS English — англоязычный образовательный канал для детей до 12 лет.
- EBS Kids — Детский Телеканал для детей до 6 лет
- EBSuHD — детский телеканал в формате высокой чёткости.